# Mazo Santigoso
Mazo Santigoso es una aldea española situada en la parroquia de Villamor, del municipio de Folgoso de Caurel, en la provincia de Lugo, Galicia.

## Localización
Está situado a 600 metros de altitud, en plena sierra del Caurel, en el límite con el municipio de Puebla del Brollón, junto al Regueiro do Mazo.

## Demografía
| Gráfica de evolución demográfica de Mazo Santigoso entre 2000 y 2019 |
|                                                                      |
| Datos según el nomenclátor publicado por el INE.                     |